# Alejandra Barros
Alejandra Barros del Campo (ur. 11 sierpnia 1971) – meksykańska aktorka filmowa.
Zagrała główną rolę m.in. w telenowelach Zaklęte serce i Kobiety w czerni.

## Wybrana filmografia
- 2000: Tajemnice pocałunku jako Thelma
- 2003: Zaklęte serce jako Mariana Montenegro Madrigal/Lugo Navarro Vargas
- 2013: Quiero amarte jako Juliana Montesinos Carmona
- 2016: Kobiety w czerni jako Jacqueline Acosta Valente Vda. de Rivera "Jackie"

## Nagrody

### Premios A.P.T.
| Rok  | Kategoria       | Sztuka teatralna               | Wynik   |
| ---- | --------------- | ------------------------------ | ------- |
| 2009 | Objawienie roku | El próximo año a la misma hora | Wygrana |